# ブルース・ペレンズ
ブルース・ペレンズ（英語: Bruce Perens）は、コンピュータプログラマ。オープンソースコミュニティにおける中心的人物の一人である。Debianプロジェクトの設立者、Open Source Initiative(OSI)の創設者、そしてLinux Standard Base(LSB)プロジェクトの設立メンバーの1人で、当初代表を務めていた。オープンソースの定義を起草し、オープンソースと言う語をはじめて公式に発表した人物である。エリック・レイモンドとともに共同でOpen Source Initiativeを立ち上げた。
2003年11月10日にはDesktop Linux Consortium(DLC)にて、Debian GNU/Linuxをベースとする企業向けデスクトップLinuxシステムをコミュニティベースで開発するプロジェクトgnUserLinux(後のUserLinux)を発表している。これは当初、Lindowsへの対抗の意味合いも含まれていた。ただし、DLC、UserLinuxともに2011年時点で公式ウェブサイトや電子メーリングリストが停止しており、現状両組織の実態については不明である。
2005年、ペレンズは、国際連合開発計画の招待により、世界情報社会サミットにオープンソース部門代表として参加した。彼は各国の代表者を前に証言を行い、後に各報道機関が伝えているが、オープンソースのために国家的・国際的な技術政策の見直しを主張した。
また、ペレンズはコールサインK6BPを持つハムである。彼は、オープンな無線ラジオ通信の標準化に向けて努力しているアマチュア無線コミュニティでもよく知られた人物である。

## 立場
リチャード・ストールマンの自由ソフトウェア哲学を、自由よりも利益を重視するビジネス界の人々に広めるマーケティングの手段として、オープンソースを推進する立場に立つ。また、オープンソースと自由ソフトウェアは、同じ事象を2つの言葉で言い換えているに過ぎないと主張する（このことから、後に両者を同一視する立場のFOSSという用語も生まれている）。これはストールマンの考え方やレイモンドの考え方とは異なっている。ペレンズは、自身の論文、"The Emerging Economic Paradigm of Open Source"（「オープンソースという経済学的パラダイムの誕生」）と演説（スピーチ）、Innovation Goes Public（技術革新の公開化）において、オープンソースのビジネスにおける利用を目的とした、経済学的な理論を打ち立てている。この考えは、『伽藍とバザール』におけるレイモンドの考えとは異なっている。『伽藍とバザール』が書かれたのは、ペレンズが発表した文書とは異なり、オープンソースにおけるビジネスの関与がまださほどなかった時代である。そしてレイモンドはオープンソースをプログラマの動機と余暇の結果とみなしていた。

## 組織
ペレンズは、元Debianプロジェクトのリーダー（Debian Project Leader; DPL）、Software in the Public Interest(SPI)創設者、Linux Standard Base(LSB)プロジェクト創設者そして最初のプロジェクトリーダー、BusyBoxソフトウェアの原著作者、UserLinuxプロジェクトの創設者である。ペレンズは、ピアソンエデュケーション(Pearson Education)社のインプリントである、Prentice Hall PTRにてBruce Perens' Open Source Seriesと呼ばれる書籍のシリーズを刊行している。彼は熱心なアマチュア無線愛好家である（コールサイン K6BP）。また、technocrat.netというウェブサイトを管理していた（しかし、収益で運営費用を賄えなくなったため、2008年後半に閉鎖した）。彼はまた、No Code Internationalという組織の創設に携わっている。この組織はアマチュア無線免許の取得にモールス符号の習熟を不要とする立場からその排除を第一の目的に掲げている。この目標は、国際条約（国際電気通信連合条約規定S25.5）からのモールス符号習熟の削除と、2007年2月23日から導入された「モールス符号なしの」新しい規定ならびにほぼすべての各国の新条約批准、国内法変更が完了した現在においては、達成されたといえる。
ペレンズは、OSIの共同設立から1年後、"It's Time to Talk About Free Software Again"（再び自由ソフトウェアについて語るときが来た）との題名からなる電子メールをdebian-develメーリングリストに発表し、OSIから去った。2008年2月、この年、オープンソースという用語の誕生10年を記念し、"State of Open Source Message: A New Decade For Open Source"（オープンソースへのメッセージ表明: オープンソースの新たなる10年）というコミュニティへのメッセージを発表した。オープンソース10周年を記念する同じイベントにおいて、電子雑誌のRegDeveloper誌は、ペレンズに関するインタビューを公開している。その内容は、オープンソースの過去、未来、また「危険性」とりわけOSIが承認済みライセンスを野放図に増やすことへの危険性やGPLバージョン3の強化についての最新の意見を述べている。更に、インタビューではLinuxカーネルのGPLバージョン3への移行を拒否したリーナス・トーバルズについての意見も述べている。
彼は、2005年6月から2007年12月までSourceLabsに勤めていた。現在彼は、 KilobootのCEOである。

## 「オープンソースの定義」の起草
オープンソースの定義は、ペレンズにより、Debian社会契約(Debian Social Contract)の一部である、Debianフリーソフトウェアガイドライン(Debian Free Software Guidelines; DFSG)を元にして作成された。ペレンズは1997年6月上旬、debian-privateメーリングリストにて、Debian社会契約の草稿をDebian開発者に提案した。Debian開発者は議論を行い、1ヶ月間に渡って修正を加え、最終的には完全な文書がペレンズによりDebianプロジェクトの方針として公表された。1998年2月3日、（ペレンズはこの会合のメンバーには含まれてはいないが）一部の人間がVA Linux Systems社にて会合をもち、自由ソフトウェアと言う用語をリチャード・ストールマンが提起する道義的な側面よりもむしろ実利的側面を用いてビジネス界に浸透させようとするための会談がもたれた。ナノテクノロジーを業務とする研究所Foresight Institute所属のクリスティン・ペターソン(Christine Peterson)は、Foresightが自由ソフトウェア誕生の初期のころから興味を持っていたため、この会合に参加していたが、彼はこの場において、"Open Source"（オープンソース）という新たな用語を提案した。翌日、この会合に参加していたエリック・レイモンドは、ペレンズにオープンソースの枠組み作りに協力するよう依頼した。ペレンズは彼が作成したDebianにおける文書を、Debian内の用語を"オープンソース"と言いかえた、"オープンソースの定義"と言う文書に作りかえた。
オープンソースの定義に関する起源となる発表は、1998年2月9日、スラッシュドットのウェブサイトにて行われた。その他、1998年2月10日にはLinux Gazette上にて発表されている。

## 映像
New York Institute of Technology Computer Graphics Labにて7年間、そしてその後ピクサーにて12年間、コンピュータグラフィックスと映画製作に携わった。その後、オープンソースに関する諸問題にフルタイムで取り組むためピクサーを退社している。この2つの企業に所属していた19年間は、今日では当たり前のように使われている3次元コンピュータグラフィックスによる映像アニメーション製作の勃興期にあたる。彼は、トイ・ストーリー2とバグズ・ライフの"スタジオ・ツール・エンジニア"(studio tools engineer)としてクレジットされている。彼はオープンソースに関する2つのドキュメンタリー映画Revolution OSとThe Code-Breakersに出演している。彼は2007年、SourceLabsにてImpending Security Breach（今切迫しつつあるセキュリティ侵害）なるビデオコマーシャルを製作している。

## 学術
ペレンズは「南ノルウェー能力開発基金」(Competence Fund of Southern Norway)から3年間の助成金を得て活動を行っていた。この基金の支援のもと、彼は2006年、2007年の夏期を費やし、ノルウェーのクリスチャンサンにあるアグデル大学を講師並びに研究者として訪れている。また遠隔作業も実施している。この期間、彼はノルウェー中央政府ならびに地方政府に、コンピュータ/ソフトウェアに関する政策を提言している。彼は、以前ジョージ・ワシントン大学のサイバーセキュリティ政策研究所(Cyber Security Policy Research Institute; CSPRI)にオープンソース関連シニア研究員(Senior Scientist for Open Source)の肩書きで遠隔での業務を行っていた。

## UserLinux
2003年、ペレンズは、UserLinuxという、「フリーな利用条件を持ち、かつ全体的なコストを下げつつ、生産性とセキュリティを高めることを目的とし認定、サービスそしてサポートオプションを付けた、高品質のLinuxオペレーティングシステムを企業ビジネスに提供すること」を目標に掲げたディストリビューションを立ち上げた。しかし、このOSは2011年現在では開発元サイトが閉鎖されている（詳細は当該記事参照）。

## 2007年の活動
ペレンズは世界各地におけるオープンソース陣営を代表した普及活動を行い、オープンソースへの配慮を行うよう、いくつかの各国政府・多国籍企業への提言を引き続き行っている。とりわけ2007年には次に述べる各国政府への提言活動を行った。イタリア下院議会議長との会談と下院文化委員会での証言、ノルウェーOpen Source Center（彼は当所の理事会のメンバーである）開所における、ノルウェー政府各省の改革支持に関する基調講演、European Interoperability Framework（EIF）の改定作業への関与そして、2007年11月7日、欧州委員会議会において、Digital Business Ecosystems at the Centre Borschette, Brussels, on November 7（デジタルビジネスの生態系、Centre Borschette、ブリュッセル、11月7日）という基調演説を行った。

## 2009年の活動
2009年には、アメリカ合衆国連邦裁判所所管のジェイコブセン対カッツァー訴訟における鑑定人を務めた。のちにジェイコブセンにより公開された、合衆国連邦裁判所においてのペレンズの報告は、オープンソースソフトウェア開発の文化そしてその影響力について証言したものであった。